# Lentjes
Die Doosan Lentjes GmbH ist ein deutsches Anlagenbau-Unternehmen mit Sitz in Ratingen in Nordrhein-Westfalen. Es wurde 1927 von Ferdinand Lentjes gegründet und gehört heute zur Doosan-Gruppe.
Über lange Jahre war Lentjes vor allem als Hersteller von Dampfkesseln bekannt. Heute plant und baut Lentjes schlüsselfertige Gesamtanlagen und Teilanlagen aus dem Bereich der Energieverfahrenstechnik.

## Geschichte
Das Unternehmen wurde 1927/1928 von Ferdinand Lentjes unter der Firma Rheinische Rohrleitungsbau-GmbH, kurz darauf auch Ferdinand Lentjes Kesselschmiede und Maschinenbau, mit Sitz in Düsseldorf gegründet. Nach dem Tod von Ferdinand Lentjes im Jahr 1955 ging das Unternehmen ins Eigentum der Ferdinand-Lentjes-Stiftung über.
Bis in die 1980er Jahre wuchs das Unternehmen durch das Kerngeschäft Kesselbau und durch Unternehmenszukäufe, zuletzt Burmeister & Wain A/S, Dänemark (1980), Gottfried Bischoff GmbH & Co. KG (1984) und Standardkessel (1985).
Die 1990er und frühen 2000er Jahre waren geprägt durch eine längere Krise in der deutschen Energieanlagenbau-Branche, durch zahlreiche Umstrukturierungen und einen schrittweisen aber stetigen Schrumpfungsprozess. Dieser Prozess geschah unter der Metallgesellschaft (heute GEA Group), die Lentjes 1990/1991 übernahm. Hierbei wurden die Aktivitäten und Technologien von Lentjes sowie der Tochter- und Schwesterunternehmen Lurgi, Standardkessel, Standard Fasel und Bischoff neu geordnet. Lentjes bzw. die Metallgesellschaft kooperierten in dieser Zeit eng mit der Deutschen Babcock. Aus dieser Zeit findet sich der Name Lentjes in Verbindung mit den anderen vorgenannten Firmen in verschiedensten Kombinationen. Am Ende des Schrumpfungsprozesses wurden letztlich die Bereiche Großkesselbau (1996 an Babcock) und Industriekesselbau (Standardkessel, 2004 an HTP) mit dem dazugehörigen Service (heute: ThyssenKrupp Xervon) verkauft und von ehemals mehreren Tausend Mitarbeitern blieben wenige Hundert übrig. Lentjes unterhielt keine eigene Fertigung mehr, war ein reines Engineering-Unternehmen geworden und konzentrierte sich auf den Gesamtanlagenbau sowie die Systeme Feuerung und Rauchgasreinigung.
Ab kurz nach der Jahrtausendwende bemühte sich die GEA, ihren gesamten Anlagenbau-Bereich, darunter auch Lentjes, zu veräußern. In Vorbereitung hierfür übernahm 2005 die Lentjes GmbH das operative Geschäft von der Lurgi Lentjes AG (heute: LL Plant Engineering AG). Am 2. Mai 2007 wurde die Lentjes GmbH dann von zum symbolischen Preis von 1 Euro an Austrian Energy & Environment, eine Tochtergesellschaft der A-TEC, verkauft. Die Europäischen Kartellbehörden formulierten zunächst einen Vorbehalt, sodass der Verkauf nicht rechtswirksam wurde. Am 5. Dezember wurde der Verkauf nach vertiefter Prüfung jedoch ohne Auflagen genehmigt und zum 21. Dezember 2007 vollzogen. Anfang 2008 firmierte die Lentjes GmbH um in AE&E Lentjes GmbH und übernahm dabei das dreieckige Logo der AE&E.
Nachdem A-TEC im Oktober 2010 überraschend in Konkurs gegangen war, musste auch AE&E Insolvenz anmelden, und es wurden Käufer für die verschiedenen AE&E-Tochtergesellschaften gesucht. Am 28. November 2011 wurde die AE&E Lentjes GmbH durch Doosan Power Systems Ltd. (DPS), eine Tochter des koreanischen Doosan-Konzerns, übernommen.

## Geschäftsfelder
Nach eigenen Angaben plant und baut Doosan Lentjes Anlagen aus den folgenden Bereichen:
- Kraftwerkstechnik:
  - Zirkulierende Wirbelschichtkessel
  - Müllverbrennungsanlagen
  - Klärschlammverbrennung
  - Rauchgasreinigungssysteme

## Geschäftszahlen
- 1994/1995: Ergebnis: 20,5 Mio. EUR; 3224 Beschäftigte
- 1995/1996: Ergebnis: 48,3 Mio. EUR; 2871 Beschäftigte
- 2005: Ergebnis: −15,8 Mio. EUR; Umsatz 465 Mio. EUR[12]
- 2006: Ergebnis: −155 Mio. EUR; Umsatz: 295 Mio. EUR; 291 Beschäftigte[13]
- 2007: Ergebnis: −242 Mio. EUR; Umsatz: 87 Mio. EUR; 266 Beschäftigte[14]
- 2008: Ergebnis: −224 Mio. EUR; Umsatz: 9,5 Mio. EUR; 243 Beschäftigte[15]
- 2009: ca. 200 Beschäftigte[16]
- 2011: ca. 180 Beschäftigte
- 2018: ca. 200 Beschäftigte